# 羅斯巴德 (阿肯色州)
羅斯巴德（英語：Rose Bud）是一個位於美國阿肯色州懷特縣的城鎮。

## 地理
羅斯巴德的座標為35°19′56″N 92°04′45″W / 35.33222°N 92.07917°W，而該地的平均海拔高度為192米（即630英尺）。

## 人口
根據2020年美國人口普查的數據，羅斯巴德的面積為15.71平方千米，當中陸地面積為15.64平方千米，而水域面積為0.07平方千米。當地共有人口494人，而人口密度為每平方千米31人。